# La Liberté (film)
Pour les articles homonymes, voir La Liberté (homonymie).
Pour plus de détails, voir Fiche technique et Distribution.
La Liberté est un film français réalisé par Guillaume Massart et sorti en 2019.

## Synopsis
Dans la plaine orientale corse, Casabianda est un centre de détention singulier, au sein d’un vaste domaine agricole. Cette prison est dite “ouverte” : à la place des barreaux, des murailles ou des miradors, les arbres, le ciel et la mer… Une année durant, le réalisateur s’y est rendu afin de comprendre ce que change cette incarcération au grand air. Sous les frondaisons ou sur la plage, la parole des détenus se libère peu à peu.

## Fiche technique
- Titre : La Liberté
- Réalisation :	Guillaume Massart
- Scénario : Guillaume Massart et Adrien Mitterrand
- Montage : Alexandra Mélot et Guillaume Massart
- Production : Triptyque Films - Les Films de force majeure
- Pays d'origine :  France
- Durée : 146 minutes
- Date de sortie : France - 20 février 2019

## Distinctions

### Sélections
- Festival IndieLisboa 2018
- Festival international du film documentaire Millenium 2019

### Récompense
- Festival international du film insulaire de Groix 2019 - Île d'or[1]